# باشگاه ورزشی دون بوسکو
باشگاه ورزشی دون بوسکو یک باشگاه فوتبال سری‌لانکایی واقع در نگومبو بود.